# Хасегава Ходзумі
Хасегава Ходзумі (яп. 長谷川穂積, 26 грудня 1980) — японський професійний боксер, чемпіон світу за версією WBC (2005—2010) в легшій, (2016) в другій легшій та (2010—2011) в напівлегкій вазі.

## Професіональна кар'єра
Дебютував на професійному рингу 22 листопада 1999 року. В перших п'яти боях зазнав двох поразок. Після цього не знав поразок у 25 боях.
18 травня 2003 року завоював звання чемпіона Азійсько-Тихоокеанського регіону за версією OPBF в легшій вазі. Провів три вдалих захиста титулу.
16 квітня 2005 року завоював звання чемпіона світу за версією WBC в легшій вазі, здобувши перемогу одностайним рішенням над самим довгодіючим в історії на той час чемпіоном в легшій вазі Веєрафолом Сахапром (Таїланд). Хасегава провів 10 вдалих захистів титулу чемпіона, в тому числі переміг нокаутом в бою-реванші Сахапром. Серед переможених Хасегавою був до того непереможний майбутній суперчемпіон WBA у напівлегкій вазі південноафриканський боксер  Сімпіве Ветьєка (16-0, 9KO). Усі бої чемпіон проводив в Японії.

### Хасегава проти Монтіеля
30 квітня 2010 року на арені «Будокан» в Токіо відбувся об'єднавчий бій між чемпіоном світу за версією WBC Ходзумі Хасегава і чемпіоном світу за версією WBO Фернандо Монтіелем. Мексиканець здобув блискучу перемогу, нокаутувавши японця в 4 раунді, і відібрав в нього титул чемпіона WBC. Своїм потужним лівим боковим ударом Монтіель зламав щелепу японського боксера.

### Хасегава проти Бургоса
26 листопада 2010 року, відновившись після травми, Хасегава вийшов на бій за вакантний титул чемпіона світу за версією WBC в напівлегкій вазі проти непереможного мексиканця Хуана Карлоса Бургоса (25-0, 18KO). Поєдинок закінчився перемогою Хасегави одностайним рішенням суддів.

### Хасегава проти Гонсалеса
8 квітня 2011 року в першому захисті титулу Хасегава зустрівся з мексиканцем Джонні Гонсалесом і зазнав поразки технічним нокаутом в четвертому раунді.

### Хасегава проти Мартинеса
23 квітня 2014 року Хасегава вийшов на бій проти чемпіона світу за версією IBF в другій легшій вазі іспанця Кіко Мартінеса та зазнав нищівної поразки. Бій закінчився в сьомому раунді після того, як японець побував в третьому нокдауні.

### Хасегава проти Руїса
Після поразки від Мартінеса Хасегава провів два переможних боя і 16 вересня 2016 року вийшов проти чемпіона світу за версією WBC в другій легшій вазі мексиканського нокаутера Уго Руїса (36–4, 32KO). Поєдинок завершився відмовою Руїса від продовження бою після 9 раунду. Хасегава став чемпіоном світу в третій ваговій категорії. Та вже в грудні 2016 року Ходзумі несподівано оголосив про завершення кар'єри.